# 아누족
아누족(산스크리트어: अनु)은 고대 인도의 성전이자 종교 문헌인 《리그베다》에 언급되는 부족의 하나이다.([RV 1]].108.8, RV 8.10.5) 이들은 파르샤니강에 거주하였으며, 십왕전쟁에서 푸루족을 포함하는 10왕군의 하나로 참전하였으나, 수다스 왕이 인솔하는 바라타족에게 패배하였다.
마하바라타에도 아누족은 등장하고 있다.